# Тарон-Садирак-Вьельнав
Таро́н-Садира́к-Вьельна́в (фр. Taron-Sadirac-Viellenave) — коммуна во Франции, находится в регионе Аквитания. Департамент — Атлантические Пиренеи. Входит в состав кантона Тер-де-Люи и Кото-дю-Вик-Бий. Округ коммуны — По.
Код INSEE коммуны — 64534.

## География

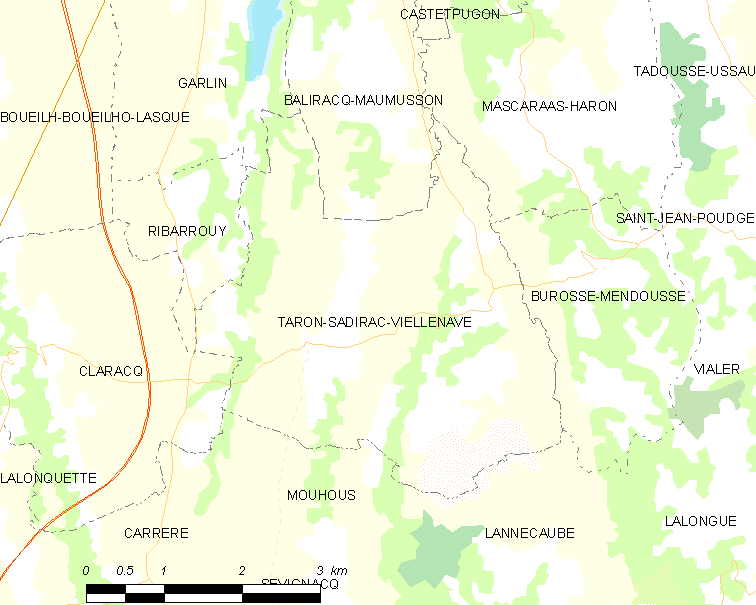
Карта коммуны

Коммуна расположена приблизительно в 630 км к югу от Парижа, в 150 км южнее Бордо, в 26 км к северу от По.

### Климат
Климат тёплый океанический. Зима мягкая, средняя температура января — от +5°С до +13°С, температуры ниже −10 °C бывают редко. Снег выпадает около 15 дней в году с ноября по апрель. Максимальная температура летом порядка 20-30 °C, выше 35 °C бывает очень редко. Количество осадков высокое, порядка 1100 мм в год. Характерна безветренная погода, сильные ветры очень редки.

## Население
Население коммуны на 2010 год составляло 189 человек.
| 1962 | 1968 | 1975 | 1982 | 1990 | 1999 | 2010 |
| ---- | ---- | ---- | ---- | ---- | ---- | ---- |
| 297  | 243  | 223  | 226  | 197  | 197  | 189  |

## Администрация
| Период | Период | Фамилия      | Партия | Примечания |
| ------ | ------ | ------------ | ------ | ---------- |
| 1995   | 2008   | Мишель Банке |        |            |
| 2008   | 2020   | Жан Гиро     |        |            |

## Экономика
В 2010 году среди 106 человек трудоспособного возраста (15-64 лет) 76 были экономически активными, 30 — неактивными (показатель активности — 71,7 %, в 1999 году было 76,9 %). Из 76 активных жителей работали 73 человека (37 мужчин и 36 женщин), безработных было 3 (2 мужчин и 1 женщина). Среди 30 неактивных 6 человек были учениками или студентами, 19 — пенсионерами, 5 были неактивными по другим причинам.

## Достопримечательности
- Церковь Успения Пресвятой Богородицы (XI век). Исторический памятник с 2006 года[4]

## Фотогалерея

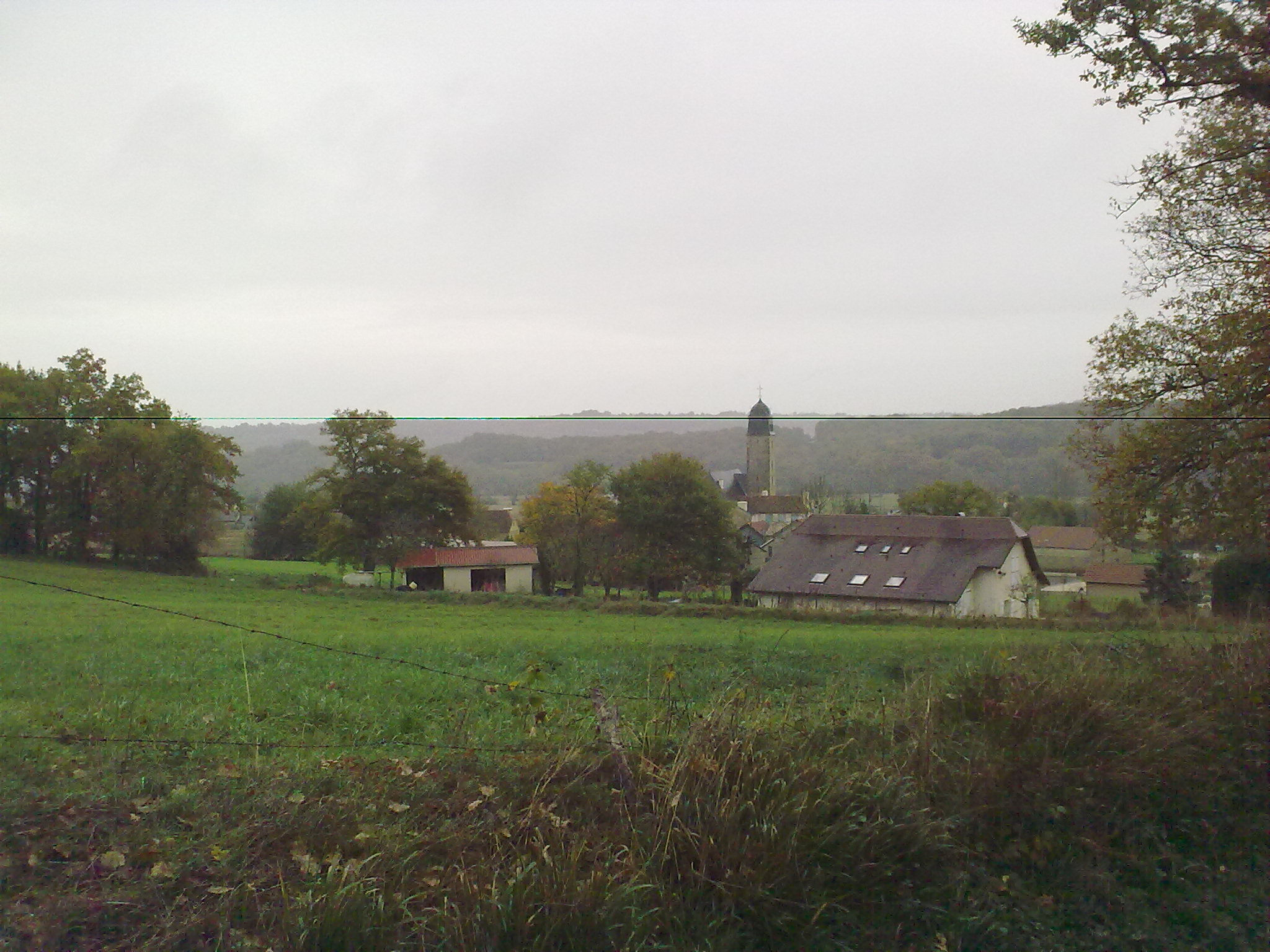
Тарон-Садирак-Вьельнав
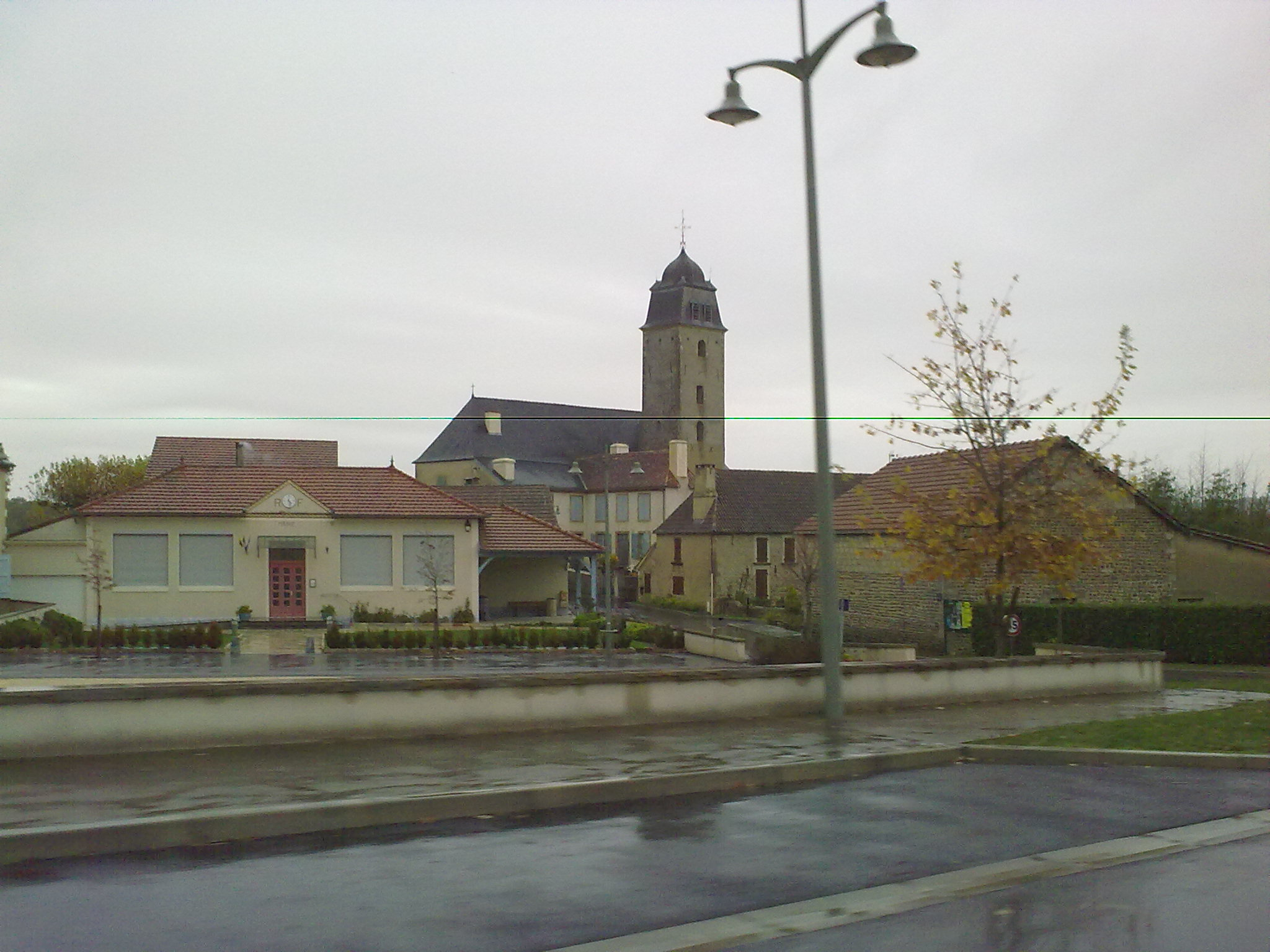
Тарон-Садирак-Вьельнав
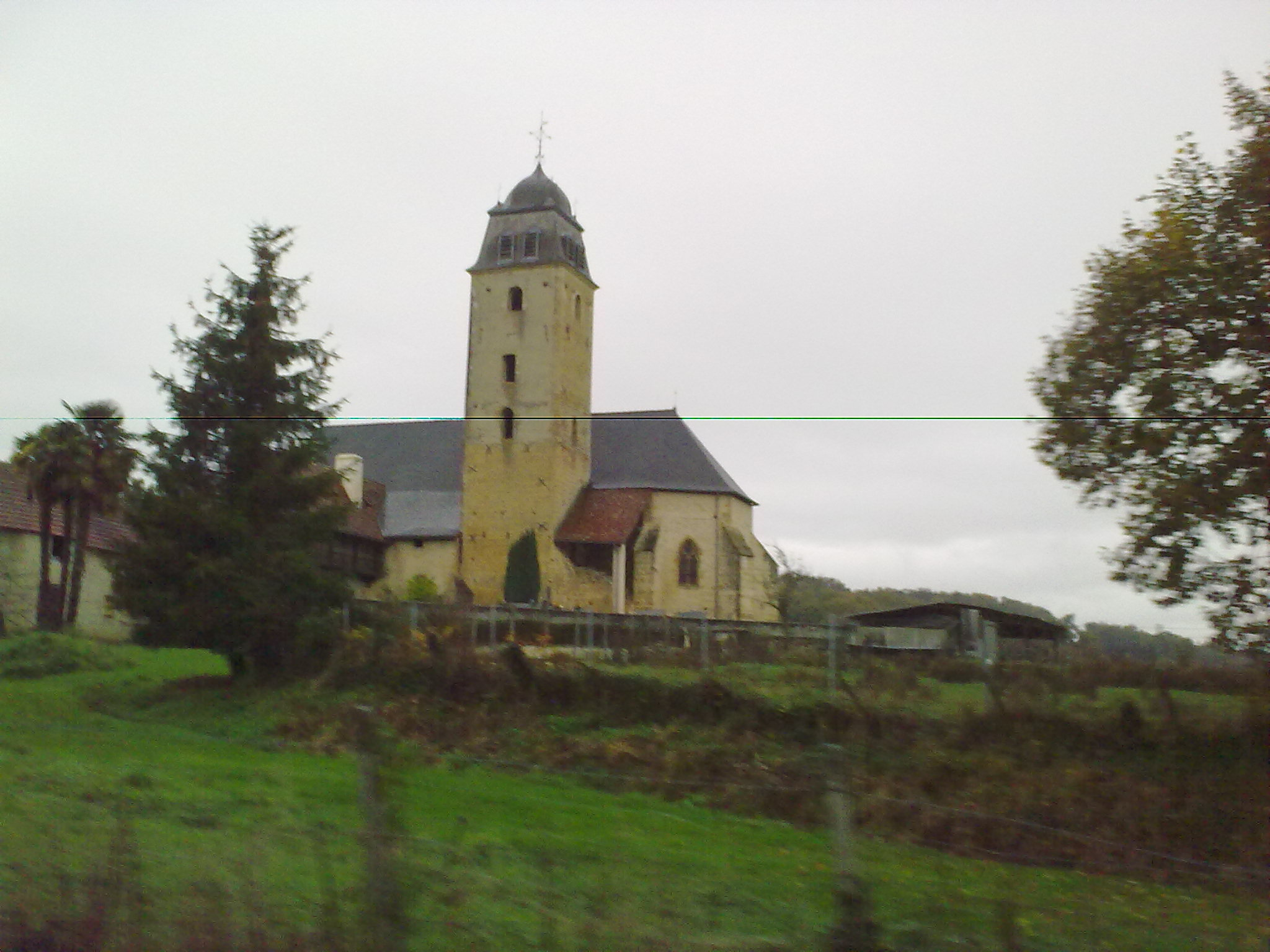
Церковь Успения Пресвятой Богородицы